# 見方あゆ実
見方 あゆ実（みかた あゆみ、1975年3月29日 - ）は、神奈川県出身の女優。ケイエムシネマ企画所属。

## 来歴
学生時代にモデル事務所のトヨタオフィスからスカウトされ、芸能活動を始める。モデル業をしつつも演技に興味を持ち、後にオフィスキタハラへ移籍する。
1993年、伊丹十三監督作品『大病人』の看護師役で女優デビューする。
1998年、オフィスキタハラが閉業したのを受けてケイエムシネマ企画へ移籍。
語学スキルアップのため、2000年からオーストラリアのシドニーに1年留学。その間、The Actors Pulse にて演劇を学ぶ。

## 人物
趣味は銀粘土アクセサリー作り（銀粘土講師の有資格者）、旅行、料理。

## 出演

### 映画
- 大病人（1993年） - 看護婦 役
- トカレフ（1994年） - 看護婦 役
- 日本一短い「母」への手紙（1995年） - 学生 役
- スーパーの女（1996年） - レジ係 役

### テレビドラマ
- 刑事追う!（1996年、テレビ東京） - 婦人警官 役
- ナースな探偵 第2シリーズ（1998年、フジテレビ） - 高橋（大神総合病院 看護婦） 役[3]
- おとり捜査官・北見志穂 11（2006年、テレビ朝日） - 長瀬薫 役[4]
- 霊能力者 小田霧響子の嘘（2010年、テレビ朝日） - 母 役
- ゆるキャン△（テレビ東京） - 志摩咲 役[5]
  - ゆるキャン△（2020年）[6]
  - ゆるキャン△スペシャル（2021年）[6]
  - ゆるキャン△2（2021年）[6]
- 監察医 朝顔 第2シリーズ 第18話（2021年3月15日、フジテレビ） - 新井千秋 役
- 緊急取調室 第4シリーズ 第2話（2021年、テレビ朝日） - 斎藤（留置所係） 役
- 推しの王子様 第9話（2021年、フジテレビ） - 古河房子 役[6]
- 真犯人フラグ（2021年、日本テレビ） - 団地妻 役[6][7]
- 刑事7人 SEASON9 第3話（2023年、テレビ朝日） - 佐々木秀美 役

### WEBムービー
- WILLER EXPRESS 25周年記念動画

### スチールモデル
いずれも、本人が自身のAmebaアカウントで公開しているプロフィールからの参考。
- エコナ（花王）
- アサヒスポーツクラブ カタログ
- Berry（2012年・2013年、ヤマハシステムキッチン）
- JA共済

### インフォマーシャル
2010年当時のケイエムシネマ企画公式サイトに掲載されていたプロフィールからの参考。
- 野村證券

### コマーシャルフィルム
いずれも、2010年当時のケイエムシネマ企画公式サイトに掲載されていたプロフィールからの参考。
- 大正漢方胃腸薬（大正製薬）
- キレイキレイ（ライオン）
- 金のつぶ（ミツカン）
- ダイドーブレンドコーヒー
- ポップコーン（亀田製菓）
- 930円パック（日本ケンタッキー・フライド・チキン）
- ナショナル洗濯乾燥機（松下電器産業）

### 舞台
いずれも、本人が自身のAmebaアカウントで公開しているプロフィールからの参考。
- 劇団フルタ丸公演「共演NG」（2014年、下北沢「劇」小劇場）
- パン・プランニング公演「見えない人たち」（2015年、築地本願寺ブディストホール）
- パン・プランニング公演「ダンスレボリューション本編」（2016年、築地本願寺ブディストホール）